# Alfredo de Zavala y Lafora
Alfredo de Zavala y Lafora (Madrid, 1893 - 1995) fou un advocat de l'Estat i polític espanyol, ministre i governador del Banc d'Espanya durant la Segona República Espanyola.

## Biografia
Fill d'Alfredo de Zavala y Camps. Estudià als escolapis de Getafe i es llicencià en dret a la Universitat Central de Madrid. El 1916 va obtenir la plaça d'advocat de l'Estat.
Militant del Partit Republicà Progressista des del 1930, en proclamar-se la Segona República Espanyola fou nomenat Director general de Contribució Territorial amb Primer Govern Provisional de la Segona República Espanyola, sota les ordres del ministre d'Hisenda Indalecio Prieto. El 1932 fou nomenat conseller de la Secció d'Hisenda del Ministeri, càrrec que deixà quan fou nomenat governador del Banc d'Espanya el març de 1934. El 3 d'abril de 1935 deixà el càrrec per passar a ocupar la cartera de ministre d'Hisenda al govern presidit per Alejandro Lerroux fins al 6 de maig d'aquest mateix any. La seva signatura va arribar a sortir en els bitllets de 100 pessetes.
En cessar com a ministre tornarà a ocupar el càrrec de governador del Banc d'Espanya fins a febrer de 1936, quan el Front Popular guanyà les eleccions generals espanyoles de 1936. El 1940 fou nomenat conseller de Tabacalera SA, de la Societat Espanyola Tudor SA i del Banco Zaragozano. Va morir als 101 anys.